# Llista de díodes Schottky 1N58xx

Un símbol esquemàtic per als díodes Schottky

El 1N58xx és una sèrie de díodes Schottky de baixa tensió, ràpids i de potència mitjana, que consta dels números de referència 1N5817 a 1N5825.

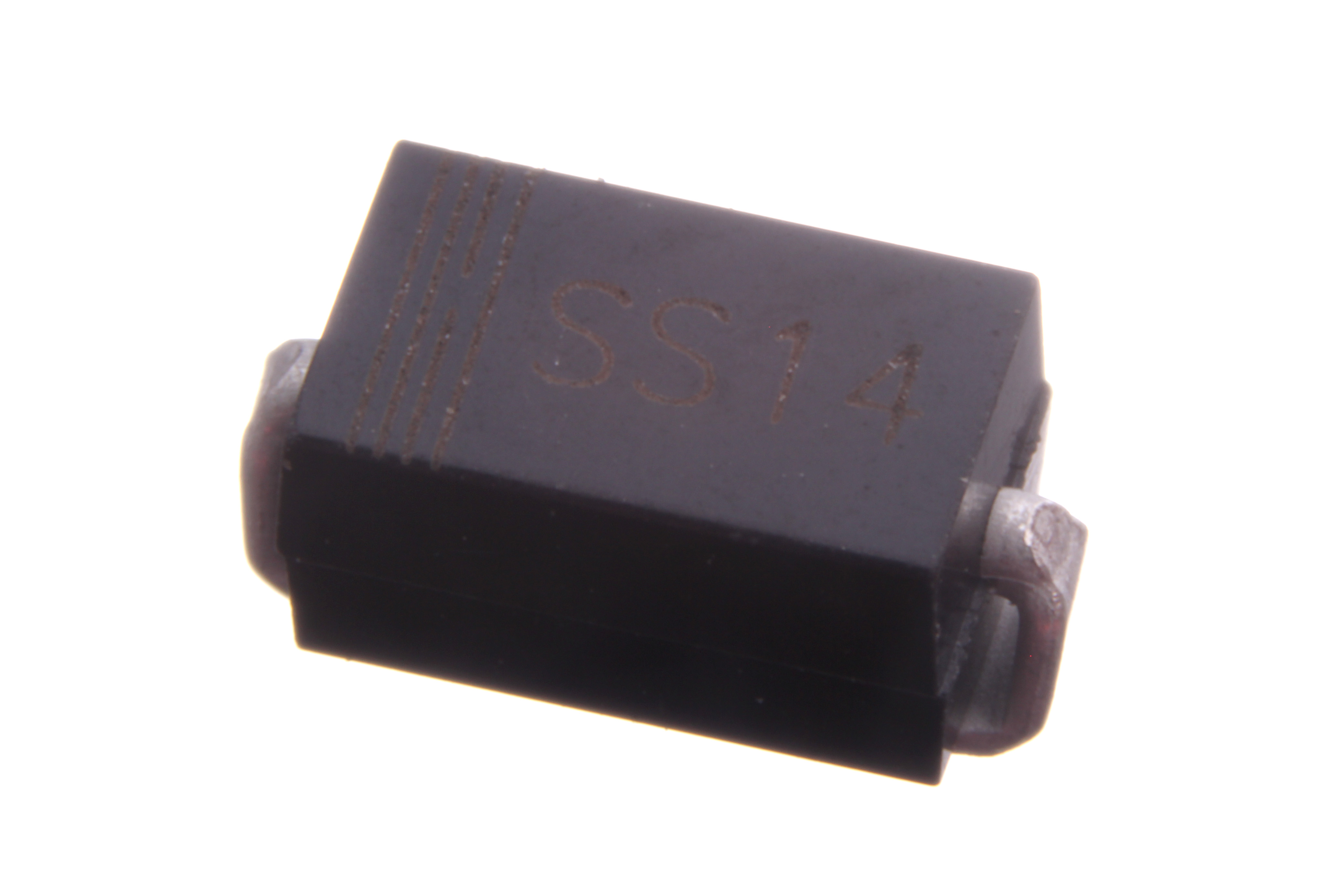
Díode Schottky SS14 a la versió encapsulat de muntatge superficial DO-214AC (SMA) (SOD-106) de 1N5819

## Visió general
Els 1N581 x solen empaquetar-se a la caixa de forat passant axial DO-41 i, en molts casos, són intercanviables amb la sèrie 1N4001. Els 1N582 x solen empaquetar-se a la caixa de forat passant DO-201AD i, en molts casos, són intercanviables amb la sèrie 1N54 xx.
En ser díodes Schottky, les peces 1N58 xx tenen aproximadament la meitat de la caiguda de tensió directa dels díodes de la sèrie 1N400 x/1N540 x, la qual cosa millora l'eficiència en aplicacions on solen estar polaritzats, com ara els convertidors de potència. El cost és una tensió nominal més baixa i un corrent de fuga inversa més alt (aproximadament 1 mA a temperatura ambient i augmenta amb la temperatura).

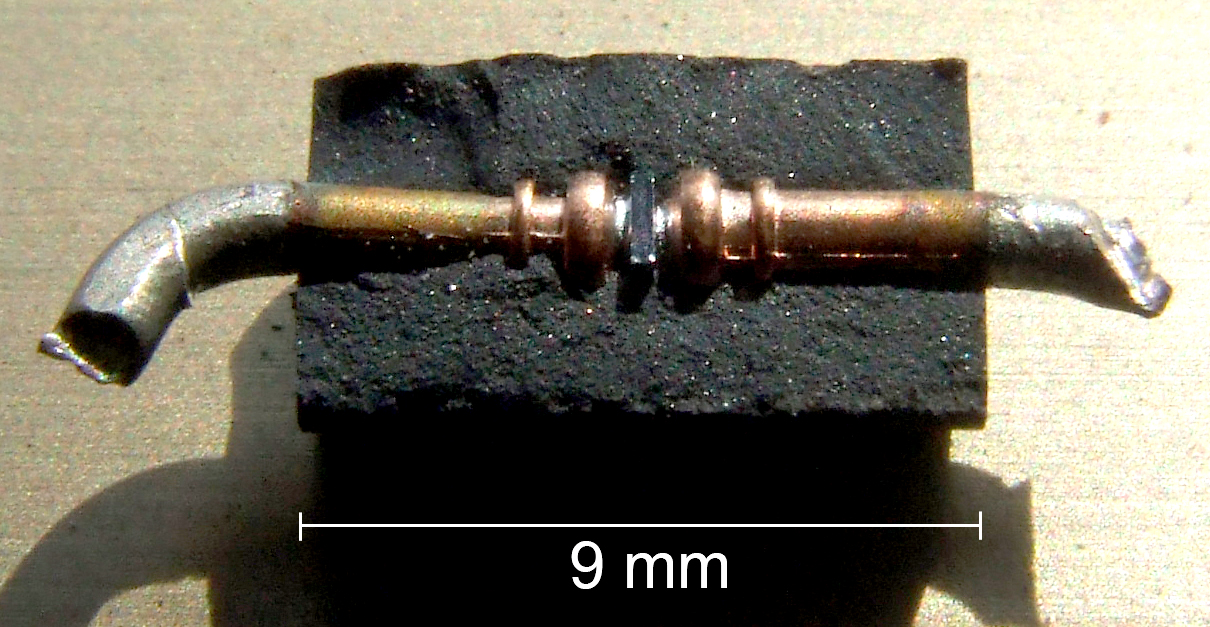
1N5822 Díode Schottky amb encapsulat obert. El semiconductor al centre fa una barrera Schottky contra un elèctrode metàl·lic (proporcionant acció rectificadora) i un contacte òhmic amb l'altre elèctrode.

Parents de muntatge superficial habituals de la sèrie 1N58xx són les sèries SS1x i SS3x, com ara les peces de muntatge superficial SS14 (1 ampere) i SS34 (3 amperes).
| Voltatge  | Forat passant | Forat passant  | Forat passant            | Muntatge en superfície | Muntatge en superfície | Muntatge en superfície |
| Voltatge  | 1 Amp DO-41   | 3 Amp DO-201AD | 5 Amperes Barret de copa | 1 Amp SMA              | 3 Amp SMC              | 5 Amperes SMC          |
| --------- | ------------- | -------------- | ------------------------ | ---------------------- | ---------------------- | ---------------------- |
| 20 Volts  | 1N5817        | 1N5820         | 1N5823                   | SS12                   | SS32                   | SS52                   |
| 30 Volts  | 1N5818        | 1N5821         | 1N5824                   | SS13                   | SS33                   | SS53                   |
| 40 Volts  | 1N5819        | 1N5822         | 1N5825                   | SS14                   | SS34                   | SS54                   |
| 50 Volts  | —             | —              | —                        | SS15                   | SS35                   | —                      |
| 60 Volts  | —             | —              | —                        | SS16                   | SS36                   | —                      |
| 80 Volts  | —             | —              | —                        | SS18                   | SS38                   | —                      |
| 100 Volts | —             | —              | —                        | SS110                  | SS310                  | —                      |
| 150 Volts | —             | —              | —                        | SS115                  | SS315                  | —                      |
| 200 Volts | —             | —              | —                        | —                      | SS320                  | —                      |